# Рикардо Пикио
Рикардо Пикио je италијански језикословац и славист. Увео је термине „Slavia Orthodoxa“ и „Slavia Latina“ у науку. 